# Liste der Senatoren der Vereinigten Staaten aus South Carolina
Die Liste der Senatoren der Vereinigten Staaten aus South Carolina führt alle Personen auf, die jemals für diesen Bundesstaat dem US-Senat angehörten, nach den Senatsklassen sortiert. Dabei zeigt die Klasse, wann die nächste reguläre Wahl für den Senatssitz ansteht. Die Senatoren der Klasse 2 werden das nächste Mal im November 2026 gewählt, die Wahlen der Senatoren der Klasse 3 finden im Jahr 2028 wieder statt. Bis 1913 wurden die Senatoren vom Parlament des Staates gewählt, seither wählt das Volk direkt. Während des Sezessionskrieges und der  Reconstruction war South Carolina nicht im Senat vertreten.

## Klasse 2

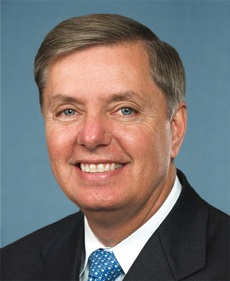
Lindsey Graham

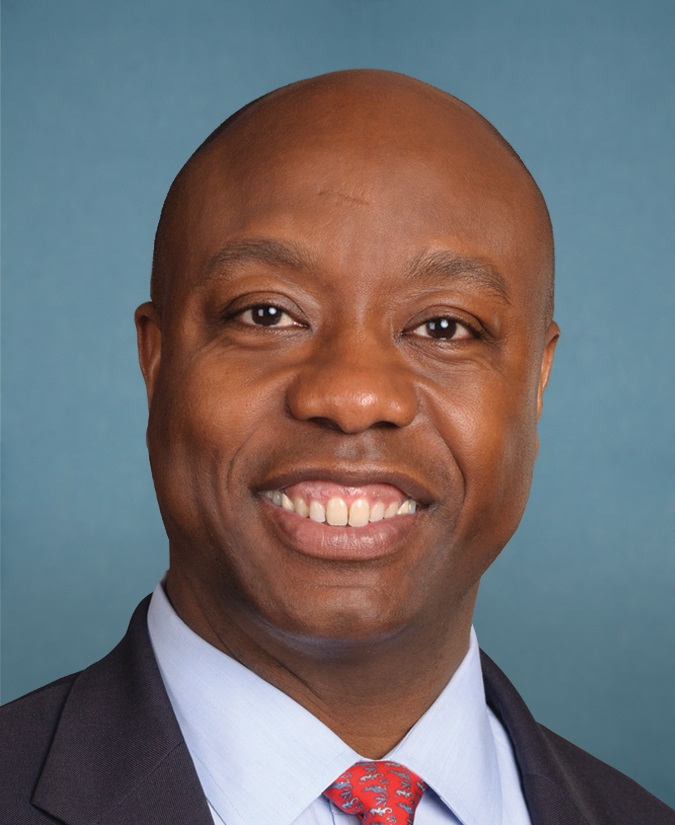
Tim Scott

South Carolina ist seit dem 23. Mai 1788 US-Bundesstaat und hatte bis heute 31 Senatoren der Klasse 2 im Kongress, von denen zwei, John Calhoun und Strom Thurmond, zwei nicht unmittelbar aufeinander folgende Amtszeiten absolvierten. Calhoun wechselte 1837 von den Nullifiern zu den Demokraten, William C. Preston von den Nullifiern zu den Whigs. Thurmond wechselte 1964 von den Demokraten zu den Republikanern.
| Name                      | Amtszeit  | Partei                      | Lebensdaten                            |
| ------------------------- | --------- | --------------------------- | -------------------------------------- |
| Pierce Butler             | 1788–1796 | Demokratischer Republikaner | 11. Juli 1744 – 15. Februar 1822       |
| John Hunter               | 1796–1798 | Demokratischer Republikaner | 1732–1802                              |
| Charles Pinckney          | 1798–1801 | Demokratischer Republikaner | 26. Oktober 1757 – 29. Oktober 1824    |
| Thomas Sumter             | 1801–1810 | Demokratischer Republikaner | 14. August 1734 – 1. Juni 1832         |
| John Taylor               | 1810–1816 | Demokratischer Republikaner | 4. Mai 1770 – 16. April 1832           |
| William Smith             | 1816–1823 | Demokratischer Republikaner | 1762 – 26. Juni 1840                   |
| Robert Young Hayne        | 1823–1832 | Demokratischer Republikaner | 10. November 1791 – 24. September 1839 |
| John C. Calhoun           | 1832–1837 | Nullifier                   | 18. März 1782 – 31. März 1850          |
| John C. Calhoun           | 1837–1843 | Demokrat                    | 18. März 1782 – 31. März 1850          |
| Daniel Elliott Huger      | 1843–1845 | Demokrat                    | 28. Juni 1779 – 21. August 1854        |
| John C. Calhoun           | 1845–1850 | Demokrat                    | 18. März 1782 – 31. März 1850          |
| Franklin H. Elmore        | 1850      | Demokrat                    | 15. Oktober 1799 – 29. Mai 1850        |
| Robert Woodward Barnwell  | 1850      | Demokrat                    | 10. August 1801 – 5. November 1882     |
| Robert Rhett              | 1850–1852 | Demokrat                    | 21. Oktober 1800 – 14. September 1876  |
| William F. De Saussure    | 1852–1853 | Demokrat                    | 22. Februar 1792 – 13. März 1870       |
| Josiah J. Evans           | 1853–1858 | Demokrat                    | 27. November 1786 – 6. Mai 1858        |
| Arthur P. Hayne           | 1858      | Demokrat                    | 12. März 1788 – 7. Januar 1867         |
| James Chesnut Jr.         | 1858–1861 | Demokrat                    | 18. Januar 1815 – 1. Februar 1885      |
| vakant                    |           |                             |                                        |
| Thomas J. Robertson       | 1868–1877 | Republikaner                | 3. August 1823 – 13. Oktober 1897      |
| Matthew Butler            | 1877–1895 | Demokrat                    | 8. März 1836 – 14. April 1909          |
| Benjamin Tillman          | 1895–1918 | Demokrat                    | 11. August 1847 – 3. Juli 1918         |
| Christie Benet            | 1918      | Demokrat                    | 26. Dezember 1879–30. März 1951        |
| William P. Pollock        | 1918–1919 | Demokrat                    | 9. Dezember 1870 – 2. Juni 1922        |
| Nathaniel B. Dial         | 1919–1925 | Demokrat                    | 24. April 1862 – 11. Dezember 1940     |
| Coleman Livingston Blease | 1925–1931 | Demokrat                    | 8. Oktober 1868 – 19. Januar 1942      |
| James F. Byrnes           | 1931–1941 | Demokrat                    | 2. Mai 1882 – 9. April 1972            |
| Alva M. Lumpkin           | 1941      | Demokrat                    | 13. November 1886 – 1. August 1941     |
| Roger C. Peace            | 1941      | Demokrat                    | 19. Mai 1899 – 20. August 1968         |
| Burnet R. Maybank         | 1941–1954 | Demokrat                    | 7. März 1899 – 1. September 1954       |
| Charles E. Daniel         | 1954      | Demokrat                    | 11. November 1895 – 13. September 1964 |
| Strom Thurmond            | 1954–1956 | Demokrat                    | 5. Dezember 1902 – 26. Juni 2003       |
| Thomas A. Wofford         | 1956      | Demokrat                    | 27. September 1908 – 25. Februar 1978  |
| Strom Thurmond            | 1956–1964 | Demokrat                    | 5. Dezember 1902 – 26. Juni 2003       |
| Strom Thurmond            | 1964–2003 | Republikaner                | 5. Dezember 1902 – 26. Juni 2003       |
| Lindsey Graham            | seit 2003 | Republikaner                | * 9. Juli 1955                         |

## Klasse 3
South Carolina stellte bis heute 27 Senatoren der Klasse 3.
| Name                       | Amtszeit  | Partei                      | Lebensdaten                           |
| -------------------------- | --------- | --------------------------- | ------------------------------------- |
| Ralph Izard                | 1789–1795 | Föderalist                  | 23. Januar 1741 – 30. Mai 1804        |
| Jacob Read                 | 1795–1801 | Föderalist                  | 1752 – 17. Juli 1816                  |
| John E. Colhoun            | 1801–1802 | Demokratischer Republikaner | 1749 – 26. Oktober 1802               |
| Pierce Butler              | 1802–1804 | Demokratischer Republikaner | 11. Juli 1744 – 15. Februar 1822      |
| John Gaillard              | 1804–1826 | Demokratischer Republikaner | 5. September 1765 – 26. Februar 1826  |
| William Harper             | 1826      | Demokratischer Republikaner | 17. Januar 1790 – 10. Oktober 1847    |
| William Smith              | 1826–1831 | Demokratischer Republikaner | 1762 – 26. Juni 1840                  |
| Stephen Decatur Miller     | 1831–1833 | Nullifier                   | 8. Mai 1787 – 8. März 1838            |
| William C. Preston         | 1833–1837 | Nullifier                   | 27. Dezember 1794 – 22. Mai 1860      |
| William C. Preston         | 1837–1842 | Whig                        | 27. Dezember 1794 – 22. Mai 1860      |
| George McDuffie            | 1842–1846 | Demokrat                    | 10. August 1790 – 11. März 1851       |
| Andrew Butler              | 1846–1857 | Demokrat                    | 18. November 1796 – 25. Mai 1857      |
| James Henry Hammond        | 1857–1860 | Demokrat                    | 15. November 1807 – 13. November 1864 |
| vakant                     |           |                             |                                       |
| Frederick A. Sawyer        | 1868–1873 | Republikaner                | 12. Dezember 1822 – 31. Juli 1891     |
| John J. Patterson          | 1873–1879 | Republikaner                | 8. August 1830 – 28. September 1912   |
| Wade Hampton III.          | 1879–1891 | Demokrat                    | 28. März 1818 – 11. April 1902        |
| John L. M. Irby            | 1891–1897 | Demokrat                    | 10. September 1854 – 9. Dezember 1900 |
| Joseph H. Earle            | 1897      | Demokrat                    | 30. April 1847 – 20. Mai 1897         |
| John L. McLaurin           | 1897–1903 | Demokrat                    | 9. Mai 1860 – 29. Juli 1934           |
| Asbury Latimer             | 1903–1908 | Demokrat                    | 31. Juli 1851 – 20. Februar 1908      |
| Frank B. Gary              | 1908–1909 | Demokrat                    | 9. März 1860 – 7. Dezember 1922       |
| Ellison D. Smith           | 1909–1944 | Demokrat                    | 1. August 1864 – 17. November 1944    |
| Wilton E. Hall             | 1944–1945 | Demokrat                    | 11. März 1901 – 25. Februar 1980      |
| Olin D. Johnston           | 1945–1965 | Demokrat                    | 18. November 1896 – 18. April 1965    |
| Donald S. Russell          | 1965–1966 | Demokrat                    | 22. Februar 1906 – 22. Februar 1998   |
| Fritz Hollings             | 1966–2005 | Demokrat                    | 1. Januar 1922 – 6. April 2019        |
| Jim DeMint                 | 2005–2013 | Republikaner                | * 2. September 1951                   |
| Timothy Eugene „Tim“ Scott | seit 2013 | Republikaner                | * 19. September 1965                  |